# Rogério Fidélis Régis
Rogério, bürgerlich Rogério Fidélis Régis (* 28. Februar 1976 in Campinas), ist ein ehemaliger brasilianischer Fußballspieler.

## Karriere

### Vereine
Rogério spielte von 1996 bis 2006 für drei brasilianische und einen portugiesischen Verein. Zunächst spielte er für Palmeiras São Paulo vier Jahre lang um die Campeonato Brasileiro de Futebol und bestritt bei zwei Teilnahmen im Wettbewerb um die Copa Libertadores (vglb. mit der UEFA Champions League) 1999 13 Spiele (5 Spiele der Gruppe 3 und alle Hin- und Rückspiele einschließlich dem Finale), 2000 alle möglichen 14 Spiele, wobei er mit seiner Mannschaft im Finalrückspiel den Boca Juniors aus Argentinien erst mit 2:4 im Elfmeterschießen unterlag.  
Danach war er ebenfalls vier Jahre lang bei Corinthians São Paulo aktiv, doch wie zuvor gewann er auch mit dieser Mannschaft die nationale Meisterschaft nicht. Bei der Teilnahme am Wettbewerb um die Copa Libertadores 2003 ereilte ihn und seine Mannschaft nach acht Spielen das Aus im Achtelfinale gegen River Plate. Im Wettbewerb um die Copa Sudamericana (vglb. mit der UEFA Europa League) kam er in zwei (verlorenen) Spielen der Gruppe 2 zum Einsatz.
Zur Saison 2004/05 vom portugiesischen Erstligisten Sporting Lissabon verpflichtet, spielte er das erste Mal außerhalb seines Heimatlandes für einen Verein. In seiner Premierensaison bestritt er 29 Punktspiele, wobei er am 28. August 2004 (1. Spieltag) beim 3:2-Sieg im Heimspiel gegen den Gil Vicente FC debütierte. Sein erstes von zwei Saisontoren erzielte er am 4. Oktober 2004 (5. Spieltag) beim 2:2-Unentschieden im Heimspiel gegen União Leiria mit dem Treffer zum 1:0 in der 25. Minute. In der Folgesaison bestritt er zwölf Punktspiele der Hinrunde, in der ihm zwei weitere Tore gelangen. Im Wettbewerb um den UEFA-Pokal, an dem seine Mannschaft – als Drittplatzierter der Vorsaison – teilnahm, gelangte er nach 13 Einsätzen mit ihr ins Finale. Dieses wurde am 18. Mai 2005 im heimischen Estádio José Alvalade XXI vor 48.000 Zuschauern mit 1:3 gegen PFK ZSKA Moskau verloren; sein Führungstreffer in der 29. Minute war zu wenig.
Nach Brasilien zurückgekehrt, schloss er sich Fluminense Rio de Janeiro an, für den er vom 16. April (1. Spieltag) bis 18. November 2006 (38. Spieltag) 23 Punktspiele bestritt und ein Tor erzielte. Im Wettbewerb um den Copa Sudamericana kam er einzig am 28. September 2006 beim 1:1-Unentschieden gegen den argentinischen Vertreter Gimnasia y Esgrima La Plata im Achtelfinale zum Einsatz.

### Nationalmannschaft
Rogério bestritt drei Länderspiele für die Seleção, wobei er am 23. September 1998 in São Luís beim 1:1-Unentschieden gegen die Nationalmannschaft Jugoslawiens debütierte. Seinen letzten Einsatz als Nationalspieler hatte er am 31. März 1999 in Tokio beim 2:0-Sieg über die Nationalmannschaft Japans.

## Erfolge
Palmeiras São Paulo
- Copa do Brasil: 1998
- Copa Mercosur: 1998
- Copa Libertadores-Sieger 1999, -Finalist 2000
- Torneio Rio-São Paulo: 2000

Corinthians
- Staatsmeisterschaft von São Paulo: 2001, 2003
- Torneio Rio–São Paulo: 2002

Sporting Lissabon
- UEFA-Pokal-Finalist 2005